# Erzbistum Oviedo
Das Erzbistum Oviedo (lateinisch Archidioecesis Ovetensis) ist eine Erzdiözese der römisch-katholischen Kirche in Spanien mit Sitz in Oviedo.

## Geschichte
Das Bistum wurde 811 errichtet. Nachdem die Könige Asturiens 912 ihre Residenz von Oviedo nach León verlegt hatten, wurde es still um die junge Diözese. Doch der Beginn der Pilgerreisen auf dem Jakobsweg brachte der Stadt wie dem ganzen Bistum Oviedo einen großen wirtschaftlichen, kulturellen und religiösen Aufschwung. In dieser Zeit siedelten sich hier viele Klöster an.
Die Reformation im 16. Jahrhundert berührte das Leben der Diözese kaum und auch die tridentinische Reformbewegung innerhalb der katholischen Kirche brauchte lange Jahre, um hier Wurzeln zu fassen.
Das Bistum wurde 1954 in den Rang eines Erzbistums erhoben und vereint in seiner Kirchenprovinz die Bistümer Astorga, León und Santander.

## Weblinks

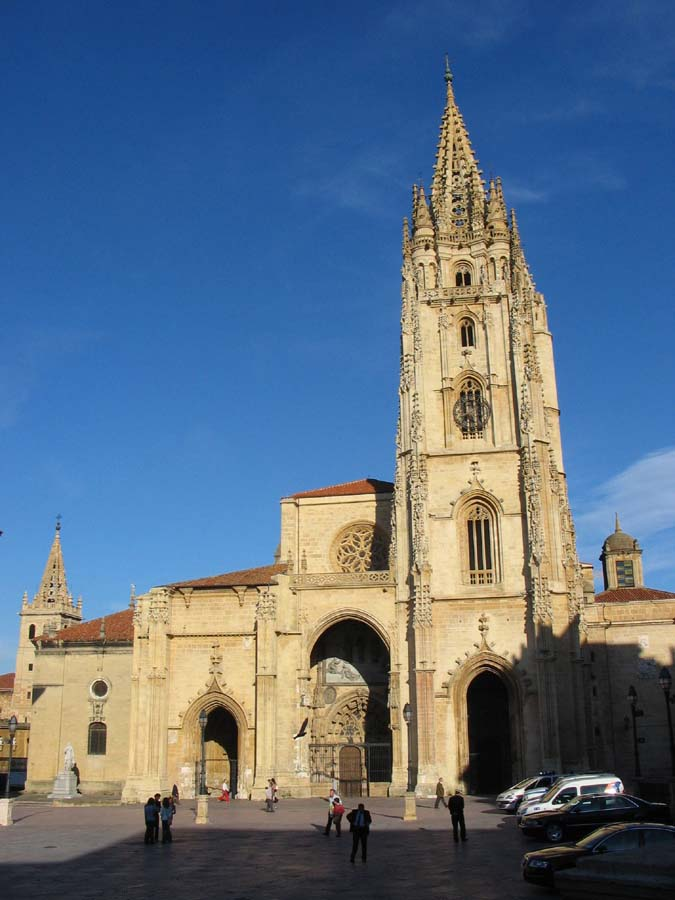
Kathedrale von Oviedo